# Trossingen Bahnhof

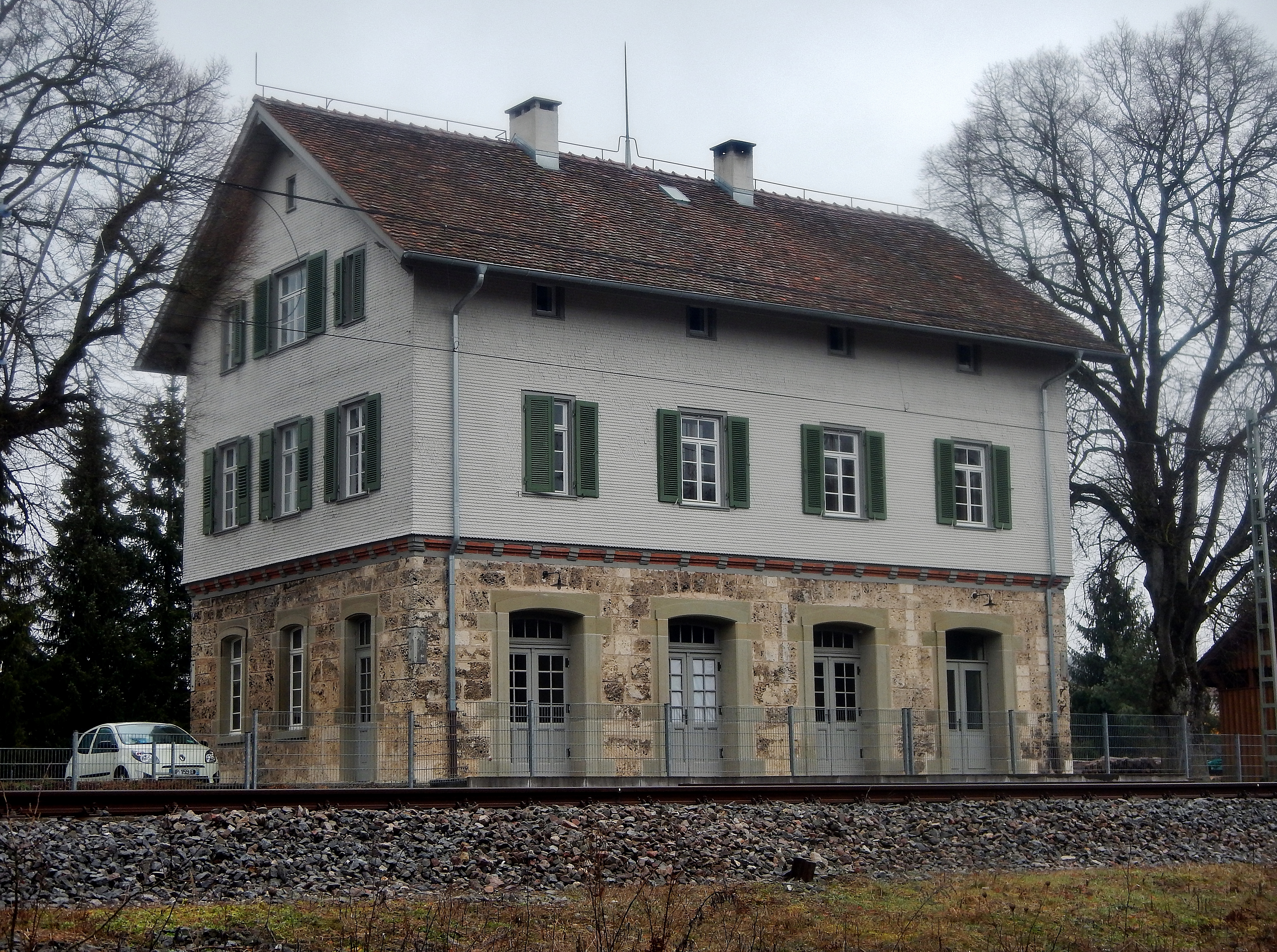
Denkmalgeschütztes ehemaliges Empfangsgebäude

Trossingen Bahnhof (früher auch Trossingen Staatsbahnhof genannt) ist ein Bahnhof bei Trossingen, im Gemeindegebiet von Deißlingen gelegen. Hier zweigt die Trossinger Eisenbahn (Bahnstrecke Trossingen Bahnhof–Trossingen Stadt) von der Bahnstrecke Rottweil–Villingen ab, um so die Stadt an das Eisenbahnnetz anzuschließen. Der Bahnhof liegt auf 644 Metern Höhe zwischen Dauchingen, Deißlingen, Trossingen und Villingen-Schwenningen, unweit der Kreuzung zwischen der Autobahn 81 und der Bundesstraße 27.

## Empfangsgebäude
Das zweistöckige ehemalige Empfangsgebäude enthielt eine Schalterhalle und eine Wohnung. Es wurde aus Tuffsteinen errichtet und ist bis heute weitgehend unverändert erhalten geblieben. Es entspricht dem damaligen Bautyp Gruppe 1. Das Gebäude steht unter Denkmalschutz und wird nicht mehr als Empfangsgebäude verwendet. Die heutigen Bahnsteige befinden sich etwa einhundert Meter weiter nördlich.

## Bahnsteige
Der Bahnhof verfügt neben einem Mittelbahnsteig mit den Gleisen 1 und 12 nördlich davon über eine zusätzliche Bahnsteigkante an Gleis 2. Diese ist nötig, weil die Züge des Ringzuges planmäßig in Trossingen kreuzen und gleichzeitig ein Anschluss aus und nach Trossingen besteht, wofür ein dritter Bahnsteig nötig ist. Der ebenerdige Zugang zu den Bahnsteigen liegt zwischen beiden Bahnsteigen.
| Gleis | Länge in m | Höhe in cm |
| ----- | ---------- | ---------- |
| 1     | 110        | 55         |
| 12    | 110        | 55         |
| 2     | 80         | 55         |

## Trossinger Eisenbahn
Ursprünglich hielten die Züge der 1898 eröffneten Trossinger Eisenbahn vor dem Staatsbahnhof, nördlich davon gab es einige Abstellgleise und ein Übergabegleis zwischen beiden Strecken. Mit dem Umbau des Bahnhofes für den Ringzug-Verkehr wurde die Trossinger Eisenbahn südlich des Bahnhofes in die DB-Strecke eingeführt, so dass eine direkte Weiterfahrt Richtung Rottweil möglich ist. Die weiteren Gleisanlagen der Trossinger Eisenbahn wurden entfernt. Gleis 1 ist mit einer Oberleitung für die historischen Fahrzeuge der Trossinger Eisenbahn versehen.

## Verkehr
Trossingen Bahnhof wird vom Ringzug des SWEG-Betriebs Hohenzollerischen Landesbahn bedient. Personenzüge der Deutschen Bahn verkehren hier nur noch gelegentlich.
| Zuggattung | Strecke |
| ---------- | --- |
| SWE RB 42  | Bräunlingen – Donaueschingen – Villingen (Schwarzwald) – Trossingen Bahnhof – Rottweil (teils weiter als RB 43 Richtung Immendingen/Geisingen-Leipferdingen/Blumberg-Zollhaus) |
| SWE RE 42  | Villingen (Schwarzw) – Trossingen Bahnhof – Rottweil (einzelne beschleunigte Züge wochentags)                                                                                  |
| SWE RB 42a | Trossingen Bahnhof – Trossingen Stadt |

## Busanbindung
Die direkt neben dem Bahnhof befindliche Bushaltestelle wird von den folgenden Buslinien des Verkehrsverbundes move bedient:
- 770 Trossingen Bahnhof – Weigheim – Mühlhausen – Schwenningen
- 775 Trossingen Bahnhof – Dauchingen – Schwenningen